# نهر شاهی
نَهرِ شاهی یک منطقهٔ مسکونی در افغانستان است که در ولایت بلخ واقع شده‌است.